# Respiração artificial (romance)
Respiração artificial é um romance do escritor argentino Ricardo Piglia, publicado originalmente em 1980 pela editora argentina Pomaire. Elogiada pela crítica, a obra tem sido objeto de vários estudos.
O livro foi editado pelo chileno Oscar Luis Molina Sierralta, na editora Pomaire. No Brasil, foi publicado originalmente pela editora Iluminuras. Atualmente, é publicado pela Companhia das Letras, com tradução de Heloisa Jahn.

## Trama
O livro tem como epígrafe uma frase de T.S. Eliot: “We had the experience but missed the meaning, an approach to the meaning restores the experience”.
A primeira parte do romance, essencialmente epistolar, desenvolve uma enigmática trama baseada em quatro personagens de diferentes gerações (um tio, Marcelo Maggi, seu sobrinho, o jovem escritor Emilio Renzi, o sogro do tio e o avô do sogro) e suas relações com a vida política argentina, de meados do século XIX  até a década de 1970.
A segunda parte, a mais atraente para os críticos, desenvolve teorias literárias através das conversas entre dois personagens.